# Vasas SC
Vasas SC är en idrottsklubb från Budapest i Ungern, en av landets största. Den grundades 16 mars 1911 av medlemmar av den Ungerska fackföreningen för järnarbetare som Vas-és Fémmunkások Sport Clubja ("Järn- och stålarbetarnas sportklubb"). De flesta av klubbens anläggningar ligger i norra delen av staden Budapest. Klubbens färger är rött och blått.
Vasas SC är internationellt mest kända för sina framgångar inom fotboll och vattenpolo och handboll där man vunnit många nationella och internationella tävlingar. Men även idrottare från andra avdelningar har vunnit OS-guld och internationella och nationella mästerskap.
Klubbens damhandbollslag har 15 gånger krönts till ungerska mästare, och 1982 vann man dessutom Europacupen.

## Namnhistoria
- 1911–1925 Vas-és Fémmunkások Sport Clubja
- 1926–1943 Vasas SC
- 1943–1944 Nemzeti Nehézipari Munkások Kinizsi SC
- 1944–1949 Vasas SC
- 1949–1957 Budapesti Vasas SC
- 1957–1992 Vasas SC
- 1992–1993 Vasas SC-Smirnoff
- 1993–1995 Vasas Ilzer
- 1995–1996 Vasas Casino Vígadó
- 1997        Vasas SC
- 1997–2001 Vasas Danubius Hotels
- 2001–2003 Vasas SC
- 2003–2009? Budapesti Vasas SC
- 2009–2011 Vasas SC
- 2011–2012 Vasas–HÍD
- Sedan 2012 Vasas FC

## Sektioner
Klubben är aktiv inom följande sporter:
Friidrott, basket (kvinnor), boxning, schack, fäktning, fotboll, handboll (kvinnor), skridskoåkning, rodd, skidåkning, tennis, volleyboll (kvinnor), vattenpolo och brottning.

## Fotboll (Vasas FC)
Vasas fotbollslag har allt som oftast tillhört den högsta ungerska fotbollsligan och var den dominerande kraften i ungersk fotboll under 1960-talet.
Laget spelar sina hemmamatcher på Rudolf Illovszky Stadion som har en kapacitet på 18 000.

## Handboll (Vasas SC)
Vasas SC, eller för närvarande känd som Vasas-ASI, är en av de 15 sektionerna i Vasas Sport Club Det är en av de mest framgångsrika föreningarna i den ungerska handbollsporten. Huvudkontoret för sektionen ligger i Budapest. Damernas handbollslag har som främsta merit seger EHF Champions League 1982, och klubben har femton ungerska mästartitlar, och har vunnit ungerska cupen 12 gånger.

### Meriter
- Ungerska mästare: 1972, 1973, 1974, 1975, 1976, 1977, 1978, 1979, 1980, 1981, 1982, 1984, 1985, 1992, 1993
- Ungerska cupen:
  - Vinnare:1969, 1971, 1974, 1976, 1978, 1979, 1980, 1981, 1982, 1983, 1984, 1986[2]
- EHF Champions League:
  - Vinnare:1982
  - Tvåa:1978, 1979, 1993, 1994
- EHF-cupen:
  - Semifinal: 1997